# حسان الحرباوي
حسان الحرباوي (مواليد 10 مارس 1987 في بنزرت - تونس) لاعب كرة قدم تونسي يلعب حاليا لصالح نادي النادي الرياضي الصفاقسي منذ 2015 في مركز مهاجم (كرة قدم) .

## مسيرته

### في النّوادي
بدأ حسان الحرباوي مسيرته الاحترافيّة في الفريق التّونسي النادي الرياضي البنزرتي الّذي ينشط في الرابطة المحترفة الأولى أثناء موسم 2010-2011
في سنة2012تمت إعارته إلى النادي الرياضي لحمام الأنف ثم عاد مجددا إلى النادي الرياضي البنزرتي في موسم 2012-2013
بعد ثلاث مواسم مع النادي الرياضي البنزرتي والنادي الرياضي لحمام الأنف ، أمضى حسان الحرباوي مع الترجي الرياضي التونسي سنة 2014 ثم عقدا بموسمين لفائدة النادي الرياضي الصفاقسي سنة 2015

## السّجلّ الذّهبيّ

### مع الترجي الرياضي التونسي
- الدوري التونسي (1) :
  - 2013-2014

## روابط خارجية
- حسان الحرباوي على موقع قاعدة بيانات كرة القدم.إي يو (الإنجليزية)
- حسان الحرباوي على موقع كووورة